# 20 км (Кемеровская область)
20 км — населённый пункт (разъезд) в Кемеровской области России. Входит в Раздольскую сельскую территорию Гурьевского района в рамках административно-территориального устройства и в Гурьевский муниципальный округ в рамках организации местного самоуправления.

## География
Центральная часть населённого пункта расположена на высоте 209 метров над уровнем моря.

## Население
По данным Всероссийской переписи населения 2010 года, в разъезде 20 км проживали 45 человек (из них 21 мужчина и 24 женщины).

## История
С 2004 до 2021 года входил в Раздольное сельское поселение Гурьевского муниципального района.